# Tarot (zespół muzyczny)
Tarot – fiński zespół grający muzykę z pogranicza hard rocka i heavy metalu.
Pierwszy album („Spell of Iron”) wydali w 1986 roku. Ostatnie wydawnictwo to „The Spell of Iron MMXI” z 2011 roku.

## Dyskografia
| 1986                           | Spell of Iron - Data: grudzień 1986 - Wydawca: Flamingo                    | –  |
| 1988                           | Follow Me into Madness - Data: kwiecień 1988 - Wydawca: Flamingo           | –  |
| 1993                           | To Live Forever - Data: 8 lutego 1993 - Wydawca: Bluelight                 | –  |
| 1995                           | Stigmata - Data: 13 kwietnia 1995 - Wydawca: Bluelight                     | –  |
| 1998                           | For the Glory of Nothing - Data: 6 lutego 1998 - Wydawca: Bluelight        | 19 |
| 2003                           | Suffer Our Pleasures - Data: 25 czerwca 2003 - Wydawca: Spinefarm Records  | 10 |
| 2003                           | Shining Black (kompilacja) - Data: 2 marca 2003 - Wydawca: Bluelight       | –  |
| 2006                           | Crows Fly Black - Data: 27 października 2006 - Wydawca: King Foo Records   | 5  |
| 2010                           | Gravity of Light - Data: 10 marca 2010 - Wydawca: Spinefarm Records        | 2  |
| 2011                           | The Spell of Iron MMXI - Data: 6 kwietnia 2011 - Wydawca: King Foo Records | 16 |
| „–” pozycja nie była notowana. |                                                                            |    |

| 1986                           | „Wings of Darkness / Back in the Fire”                     | – | Spell of Iron            |
| 1986                           | „Love’s Not Made for My Kind / Things That Crawl at Night” | – | Spell of Iron            |
| 1986                           | „Aargh, What’s Going On?”                                  | – | –                        |
| 1988                           | „Rose on the Grave / I Don’t Care Anymore”                 | – | Follow Me into Madness   |
| 1995                           | „Angels of Pain”                                           | – | Stigmata                 |
| 1995                           | „As One”                                                   | – | Stigmata                 |
| 1997                           | „Warhead”                                                  | 9 | For the Glory of Nothing |
| 1998                           | „The Punishment”                                           | – | For the Glory of Nothing |
| 2003                           | „Undead Son”                                               | 3 | Suffer Our Pleasures     |
| 2006                           | „You”                                                      | 1 | Crows Fly Black          |
| 2010                           | „I Walk Forever”                                           | – | Gravity of Light         |
| „–” pozycja nie była notowana. |                                                            |   |                          |

| Rok  | Tytuł                                                                        | Pozycja na liście |
| Rok  | Tytuł                                                                        | FIN               |
| ---- | ---------------------------------------------------------------------------- | ----------------- |
| 2008 | Live-Undead Indeed (CD/DVD) - Data: 11 czerwca 2008 - Wydawca: Nuclear Blast | 18                |